# Bruno Saltor
Bruno Saltor Grau (El Masnou, Barcelona, Katalónia, 1980. október 1., Bruno néven is ismerik), spanyol labdarúgó, jelenleg a Chelsea FC másodedzője, 2023-ban négy napig megbízott vezetőedzője.

## Karrier
Bruno, az RCD Espanyol nevelése, ahol mindössze 1 meccsen kapott játéklehetőséget, egy 3-1-re megnyert Rayo Vallecano elleni hazai meccsen 2001. szeptember 9-én. Sokat játszott a klub második csapatában.
Majd átigazolt a Gimnàstic de Tarragona csapatához, igaz kölcsönbe, majd véglegesen az  UE Lleida csapatához. A következő évben Bruno átigazolt az UD Almeríához. 2006-ban berobbant a köztudatba Andalúziában a 2006-07-es Segunda B-ben mint későn érő játékos.
A 2007–2008-as spanyol labdarúgó-bajnokság (első osztály) alatt csak 4 mérkőzést hagyott ki az Almería meneteléséből, amikor az újonc csapat 8. helyen végzett a bajnokságban, és kiváló teljesítményt nyújtott a szezonban, és a 2008–2009-es spanyol labdarúgó-bajnokságban is.
Bruno aláírt egy 3 éves szerződést a Valencia CF-fel 2009 júniusában, és újra a régi Almeríás edzőjével Unai Emery-vel dolgozhatott. Leszerződött a Real Betis csapatához, de visszalépett, mivel a klub kiesett az 1. osztályból. 2012-ben a Brighton & Hove Albion FC csapatához igazolt, ahol 2019-ig játszott. 

## Sikerei, díjai
- Lleida
  - Spanyol harmadosztály: 2003–04

## Külső hivatkozások
- BDFutbol profile

1. ↑  Argentine Soccer Database (spanyol nyelven)